# Sphecodes redivivus
Sphecodes redivivus är en biart som beskrevs av Blüthgen 1927. Sphecodes redivivus ingår i släktet blodbin, och familjen vägbin. Inga underarter finns listade i Catalogue of Life.